# Фаберпарк

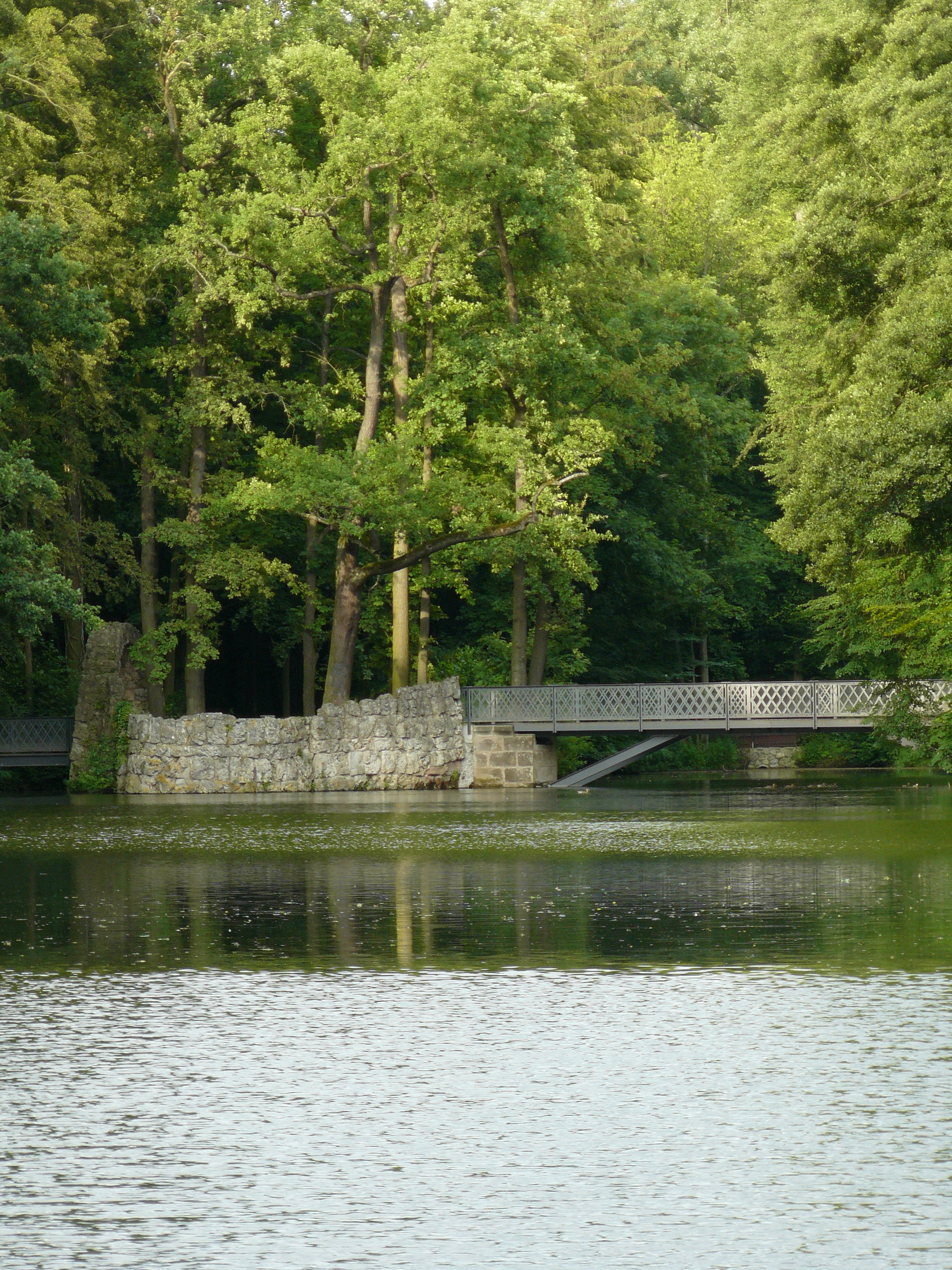
Остров с искусственными руинами на территории Фаберпарка

Фаберпарк (нем. Faberpark) — парк, расположенный на берегу реки Редниц в городе Штайне, ныне районе Нюрнберга.

## История
Предприниматель Лотар Фабер (1817—1896) около своей виллы, названной позже «Старый замок», благоустроил земельный участок, находящийся в непосредственной близости от его фабрики.

За свои заслуги в налаживании производства карандашей он был возведён в дворянское звание в 1881 году.
Ландшафтный архитектором Адольф Вагнер в 1852—1853 годах превратил участок леса в парк в английском стиле.
Площадь парка в то время составляла 27 га. Затем площадь парка неоднократно увеличивалась за счёт покупки и присоединения окрестных земель. В 1880 году берега протекающего здесь ручья были расширены и создан «Большой пруд» с четырьмя островами.
До 1910 на островке сооружена «Арка Роланда» в виде руины. Построен мавзолей -кенотаф в память о трёх представителях семьи «карандашных королей».
В 1981 году правительство Баварии выкупило значительную часть парка с целью создать общедоступный для посещения и отдыха участок природы. Для этого были проведены большие работы по расчистке территории, налаживании водной системы и благоустройству.

## Галерея

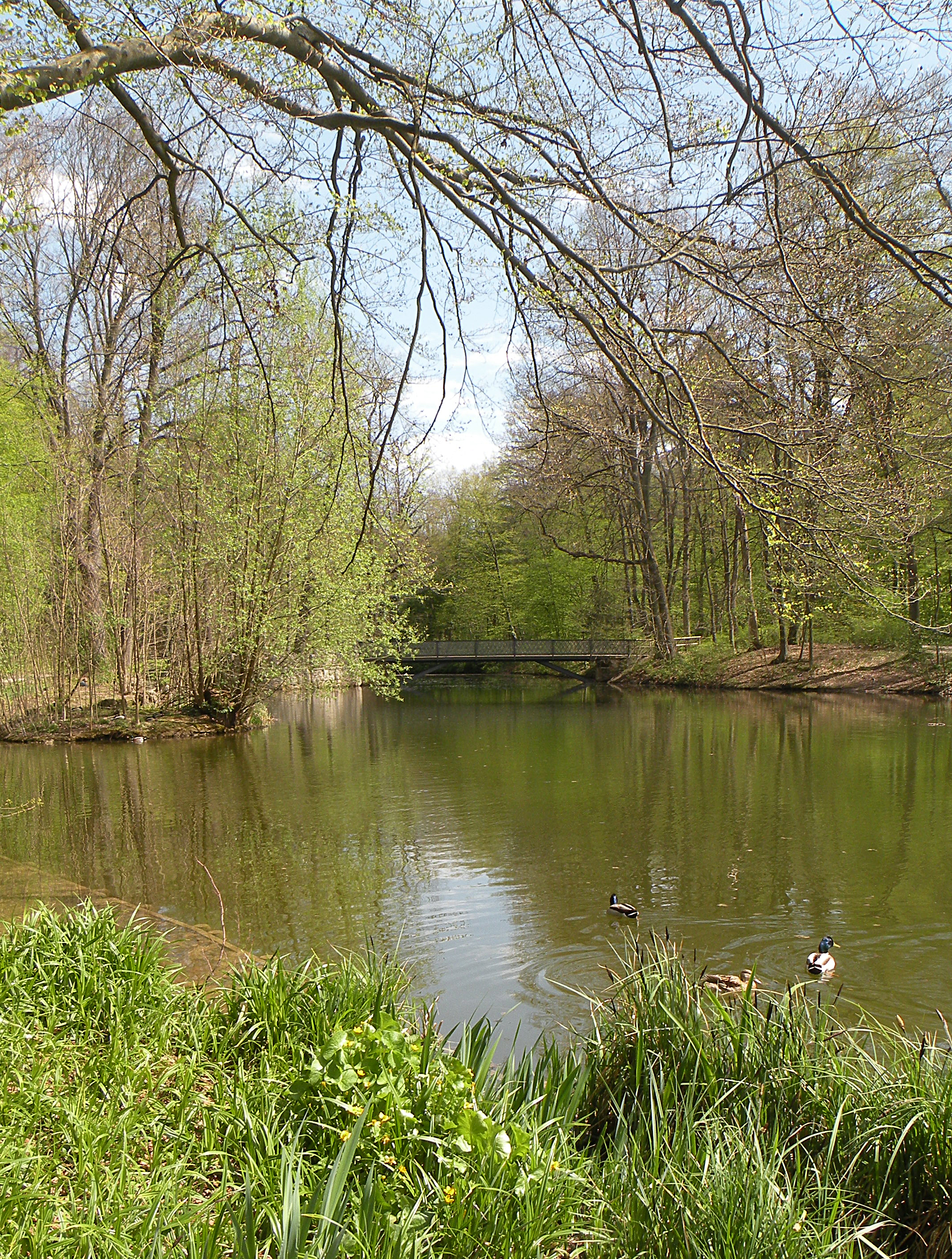
Вид на центральный водоём
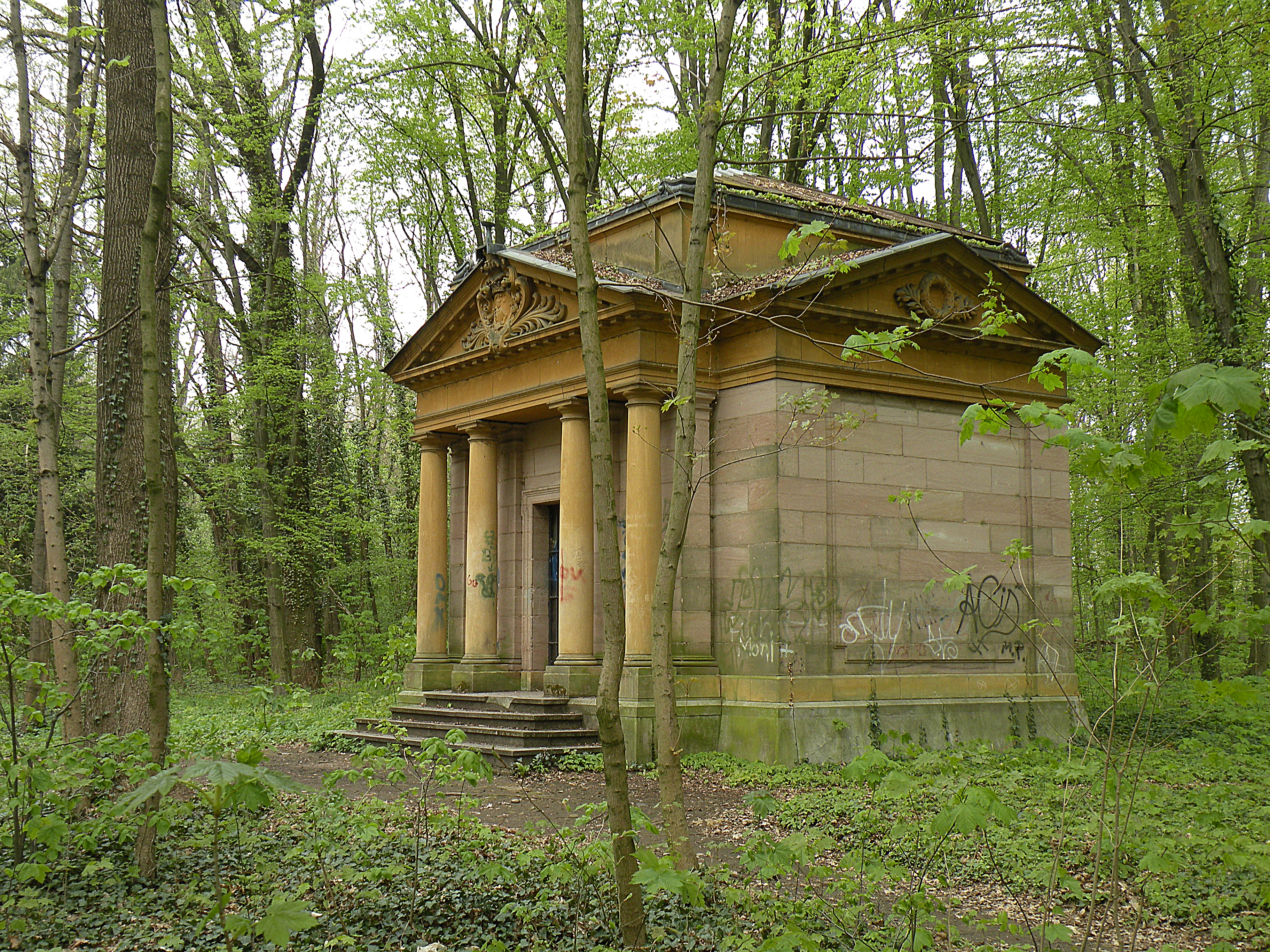
Мавзолей -кенотаф
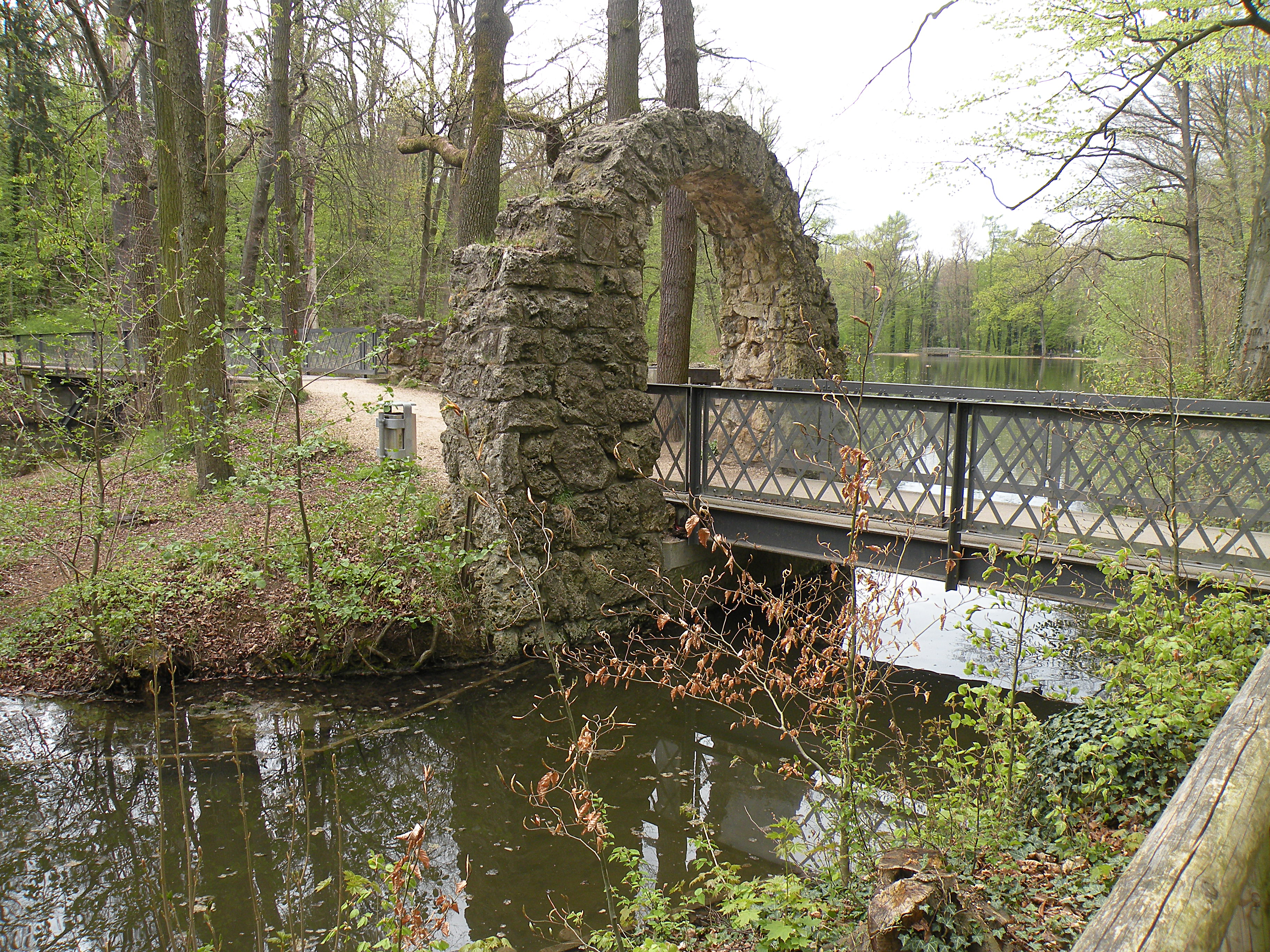
Руины